# Moosfarne
Die Moosfarne (Selaginella) sind eine Pflanzengattung, die zu den Bärlapppflanzen (Lycopodiopsida) gehört. Moosfarne sind die einzige Gattung der Familie der Moosfarngewächse (Selaginellaceae) und der Ordnung der Moosfarnartigen (Selaginellales). Die Gattung umfasst weltweit etwa 700 Arten. Es sind meist kleine, krautige Pflanzen, die sich durch ihre Heterosporie, das heißt verschiedenartige Sporen, auszeichnen. Der Verbreitungsschwerpunkt sind die Tropen, relativ wenige Arten wachsen in den gemäßigten Zonen.

## Merkmale
Die Moosfarne ähneln in ihrem Habitus ein wenig manchen Moosen, was sich im ersten Teil des Gattungsnamens niederschlägt. In ihren anatomischen Merkmalen und ihrer Fortpflanzung sind sie jedoch eindeutig Gefäßsporenpflanzen.

### Sprossachse
Sie besitzen meist niederliegende oder aufrechte, reich gabelig (dichotom) verzweigte Sprossachsen. Einige Arten sind rasenbildend. Wenige Arten klettern an Sträuchern empor und werden mehrere Meter hoch.
An den Gabelungsstellen des Sprosses sitzen häufig zylindrische, gestreckte, nach unten gerichtete farb- und blattlose Sprosse, die Wurzelträger oder Rhizophoren. Als Sprossachsen entstehen diese exogen (an der Oberfläche) – im Gegensatz zu den endogen (im Inneren) entstehenden Wurzeln – und verzweigen sich ebenfalls gabelig. An ihren Enden stehen Wurzelbüschel.
Die Leitbündel der Sprossachse können eine zentrale Protostele bilden, aber auch eine Distele oder Siphonostele. Ein sekundäres Dickenwachstum fehlt. Sehr selten kommen bereits echte Tracheen vor, in denen die Querwände zwischen den Zellen aufgelöst sind, während die Seitenwände die charakteristischen treppenförmigen Verdickungen aufweisen. Die Endodermis einiger Arten (etwa Selaginella kraussiana) wird von röhrenförmigen Zellen mit Casparyschen Streifen gebildet (Trabeculae).

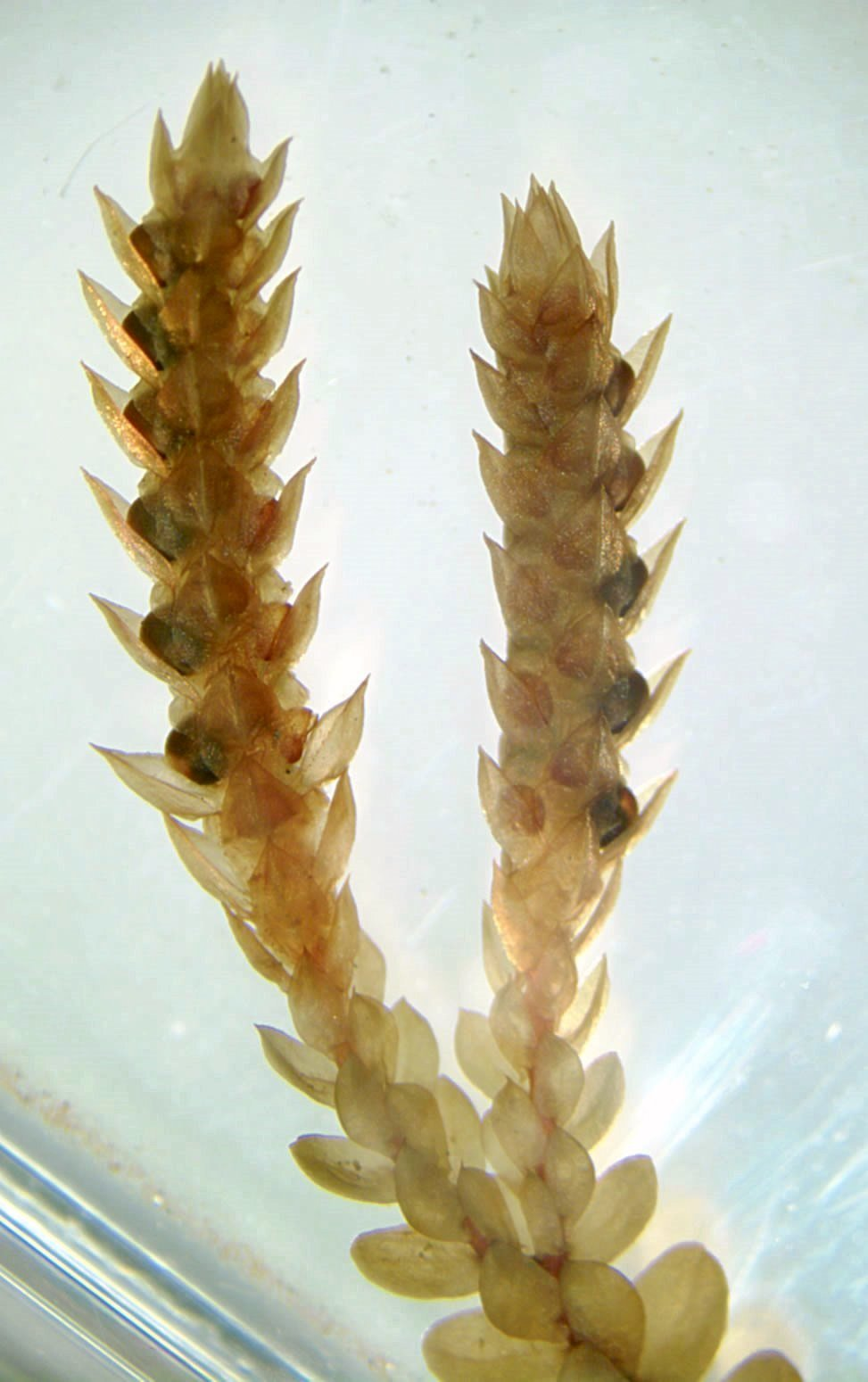
Sporophyllstand von Selaginella spec.

### Blätter
Die Blätter sind klein und schuppenartig (Mikrophylle). Sie sitzen schraubig oder – häufiger – gegenständig in vier Zeilen an der Sprossachse. Meist gibt es zwei Reihen von kleinen Oberblättern und zwei Reihen von großen Unterblättern (Anisophyllie). Bei niederliegenden Formen weist bei den Oberblättern die Unterseite nach oben, bei den Unterblättern die Oberseite. Die Blätter haben eine unverzweigte Mittelrippe. Das Mesophyll ist nur selten in Schwamm- und Palisadenparenchym differenziert, in der Regel jedoch dem Schwammparenchym ähnlich. Die Epidermiszellen besitzen Chloroplasten, häufig nur einen schüsselförmigen pro Zelle. Auch im Mesophyll besitzen die Zellen mancher Arten nur einen schüsselförmigen Chloroplasten. In der Blattachsel am Grund der Blattoberfläche sitzt eine kleine, häutige, chlorophyllfreie Schuppe (Ligula). Sie besitzt bei einigen Arten einen direkten Anschluss an die Tracheiden der Sprossachse und dient der raschen Wasseraufnahme nach Regenfällen.

### Sporophyllstände
Die Sporophyllstände sind endständig. Sie sind einfach oder verzweigt, vierkantig radiär oder dorsiventral. An jedem Sporophyll steht nur ein einzelnes Sporangium, das an der Blattachsel entspringt. Die Sporangien bilden große (weibliche) Megasporen oder kleine (männliche) Mikrosporen, die Moosfarne sind also heterospor. Beide Sorten kommen an ein und demselben Sporophyllstand vor, die Geschlechtsbestimmung erfolgt bereits in der Diplophase (diplomodifikatorische Geschlechtsbestimmung). Meist befinden sich die Megasporangien am unteren Teil des Sporophyllstandes.
Im Megasporangium entwickelt sich nur eine Megasporenmutterzelle weiter, die anderen gehen zugrunde. Aus ihr entwickeln sich durch Meiose vier Megasporen mit buckliger Wand. Bei einigen Arten ist die Zahl reduziert, so bildet Selaginella rupestris nur eine Megaspore pro Sporangium; bei anderen ist die Anzahl vermehrt, Selaginella willdenowii bildet bis zu 42. Die Sporangienwand öffnet sich bei Reife mit Klappen.
In den flach gedrückten Mikrosporangien entwickeln sich viele Mikrosporen, die nach dem Öffnen mit zwei Klappen ausgestreut werden.
Die Sporangienwand ist aus drei Zellschichten zusammengesetzt, wobei die mittlere im reifen Sporangium sehr schmal ist. Die innerste ist die Tapetenschicht, die der Ernährung der sich entwickelnden Sporen dient, jedoch erhalten bleibt und sich nicht auflöst, also ein Sekretionstapetum ist. Die Öffnung der Sporangien erfolgt durch einen Kohäsionsmechanismus entlang einer vorbezeichneten Linie. Dabei werden die Sporen ausgeschleudert. Bei einigen Arten verbleiben jedoch die Megasporen an der Mutterpflanze (Selaginella rupestris), sodass die Embryonen an der Mutterpflanze keimen.

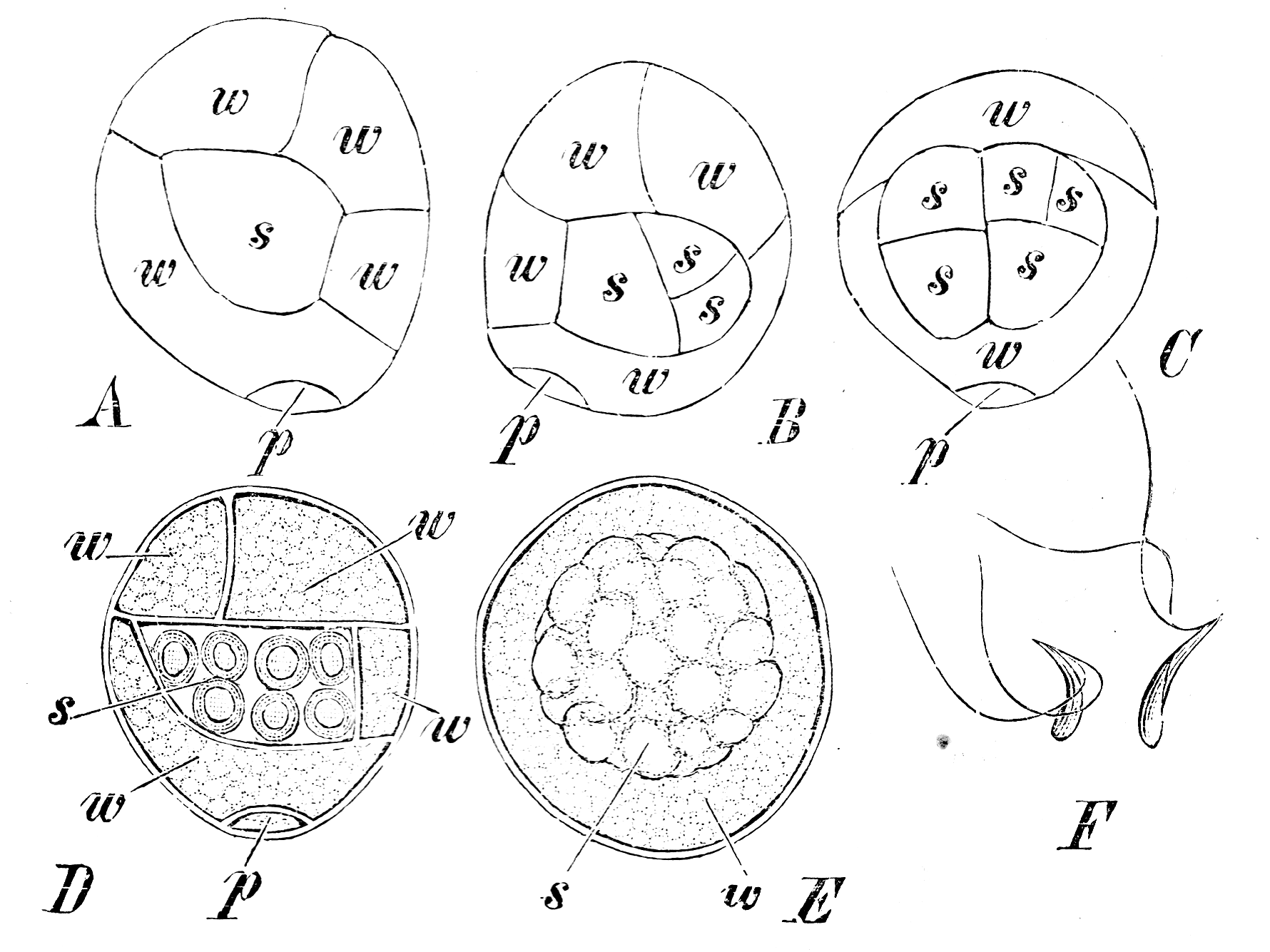
Selaginella stolonifera (A–E): Keimung der Mikrosporen. p Prothalliumzelle, w Antheridiumwandzelle, s spermatogene Zelle. A,B,D von der Seite, C vom Rücken. In E ist die Prothalliumzelle nicht sichtbar, die Wandzellen aufgelöst, umgeben die Spermatozoidmutterzellen. F Selaginella cuspidata, Spermatozoiden.

### Gametophyten
Die Gametophyten sind stark reduziert und verlassen die Sporenwand nicht beziehungsweise kaum, sie sind also endospor.
Die Mikrosporen entwickeln sich meist bereits im Sporangium weiter. Die Sporenzelle teilt sich in eine kleine, linsenförmige Zelle, die alleine das Prothallium vorstellt und meist als Rhizoide gedeutet wird, sowie in eine große Zelle, aus der das einzige Antheridium entsteht. Sie bildet acht sterile Wandzellen und zwei oder vier zentrale spermatogene Zellen. Letztere teilen sich noch mehrmals und bilden die sich abrundenden Spermatozoid-Mutterzellen. Die Wandzellen lösen sich auf und bilden eine Schleimschicht, in deren Mitte sich die Spermatozoid-Mutterzellen befinden. Die Prothalliumzelle bleibt allerdings erhalten. Das Ganze ist weiterhin von der Sporenwand umgeben. Bricht die Mikrosporenwand auf, entlassen auch die Mutterzellen die Spermatozoiden. Diese sind keulenförmig, schwach gekrümmt und besitzen zwei lange Geißeln. Pro Mikrospore werden 128 bis 256 Spermatozoiden gebildet.

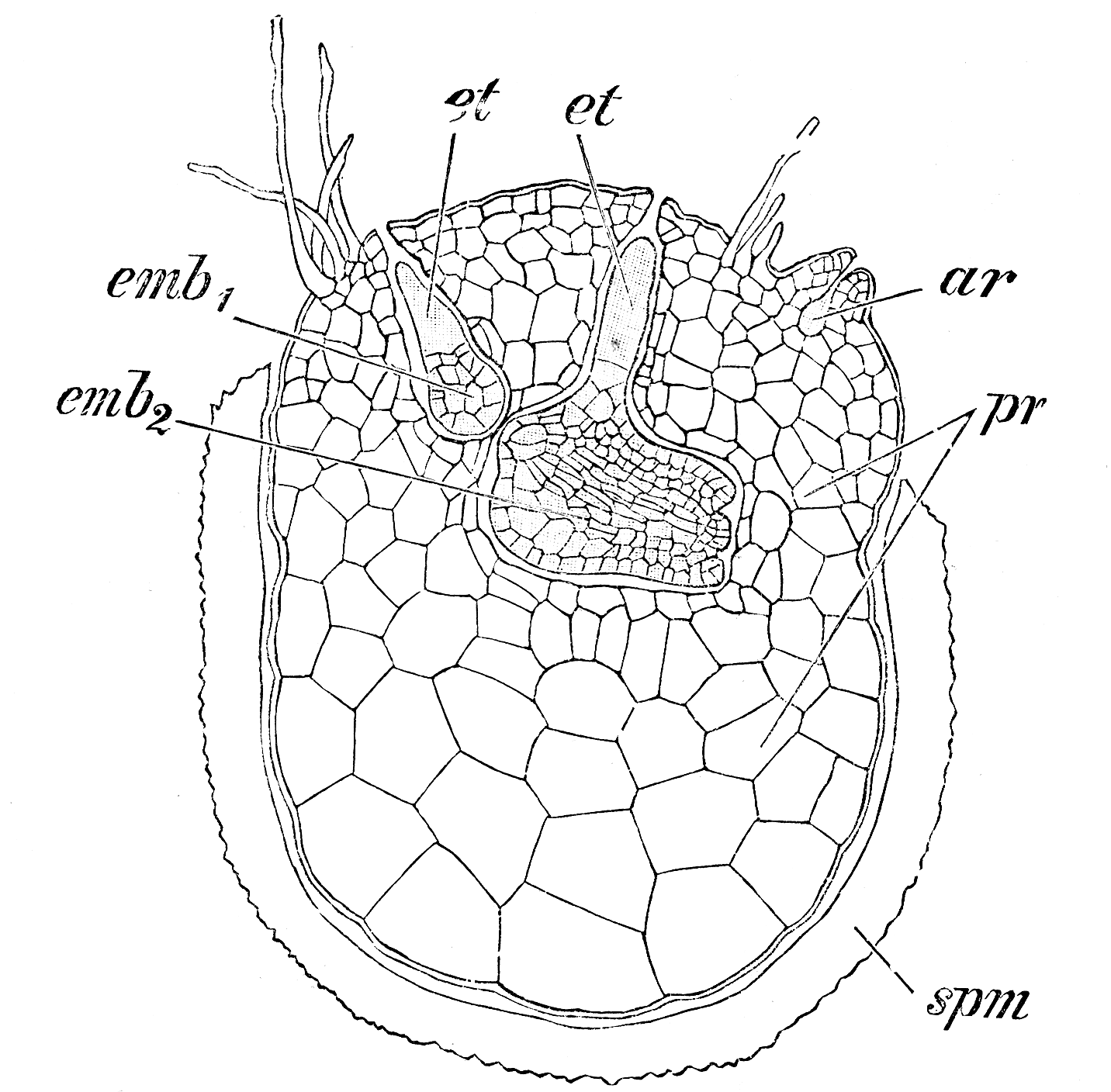
Selaginella martensii. Weibliches Prothallium, aus der am Scheitel geöffneten Megasporenwand spm hervortretend, ar unbefruchtet gebliebenes Archegonium, emb1, emb2 Embryonen mit den Embryoträgern et.

Die Megasporen beginnen ihre Entwicklung teilweise auch schon im Sporangium. Die Entwicklung kann sich dabei – je nach Art – unterscheiden. Eine Megaspore hat etwa den zehnfachen Durchmesser einer Mikrospore. Die weiblichen Prothallien sind daher weniger stark reduziert als die männlichen. Der Zellkern befindet sich zunächst am Scheitel der Spore. Er teilt sich durch freie Kernteilungen in viele Tochterkerne, die sich dem Wandplasma entlang nach unten verteilen. Nach diesem Vorgang oder währenddessen beginnt vom Scheitel her die Bildung von Zellwänden. Es entstehen zunächst große Prothallienzellen, die sich weiter in kleine Zellen teilen. Am Scheitel werden dann einige wenige Archegonien gebildet. Die Bildung der Archegonien findet meist erst statt, wenn die Sporen das Sporangium verlassen haben. Die Sporenwand platzt dann am Scheitel entlang der drei Sporenkanten auf, und das Prothallium quillt etwas über den Sporenrand hinaus. Das Prothallium ist und bleibt chlorophyllfrei. Es bildet drei Höcker, an denen Rhizoiden sitzen. Deren Funktion ist die Aufnahme von Wasser und auch die Verankerung des Prothalliums. Bei manchen Arten (etwa Selaginella galeotti) sind diese Höcker weit aus der Hülle ragende „Arme“. Ein oder zwei Archegonien werden befruchtet. Dazu ist wie bei allen Gefäßsporenpflanzen die Anwesenheit von Wasser nötig, damit die Spermatozoiden zur Eizelle im Archegonium gelangen können.

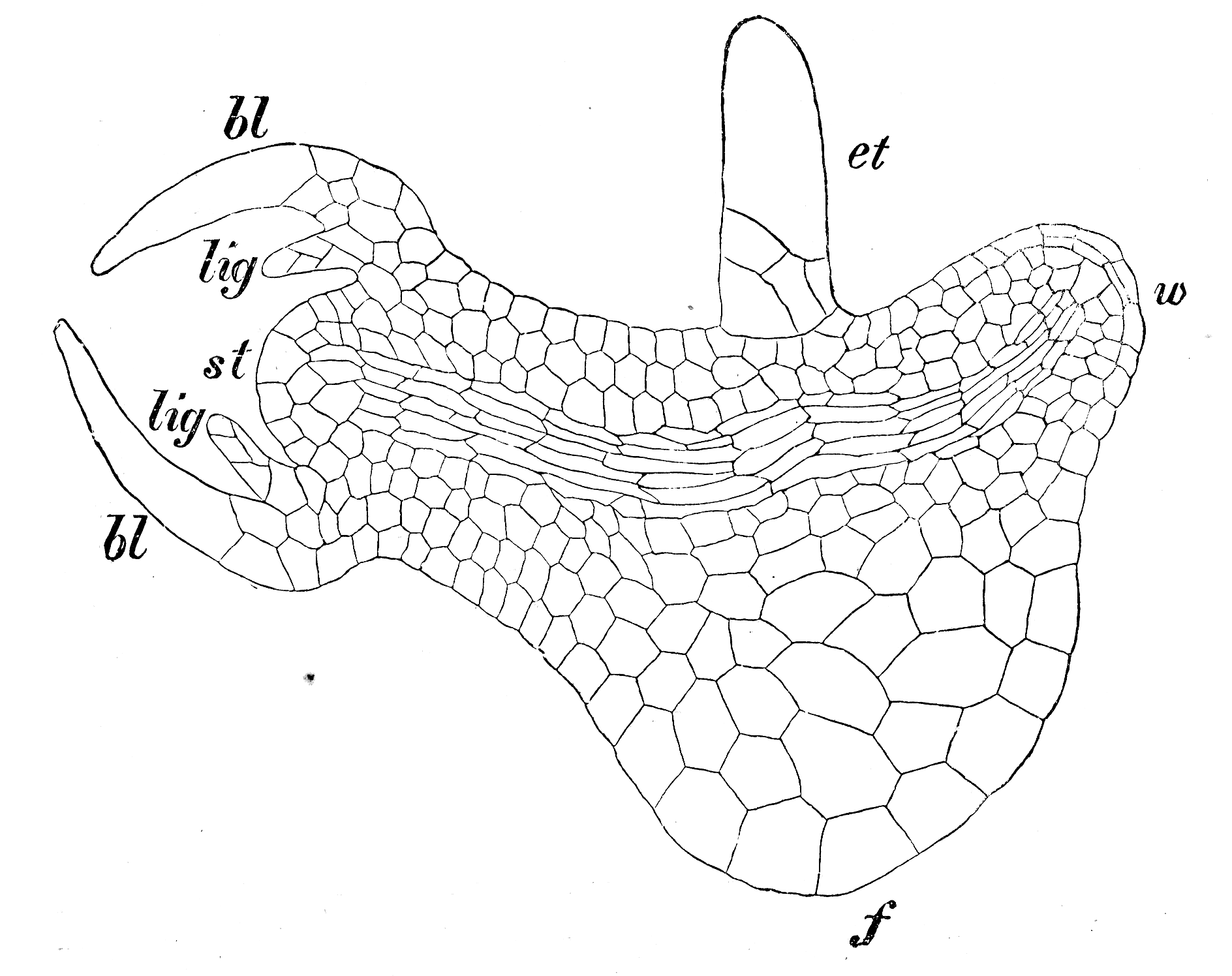
Selaginella martensii. Längsschnitt durch Embryo. et Embryoträger, w Wurzel, f Fuß, bl Blätter, lig Ligula, st Stammscheitel

### Embryonalentwicklung
Nach der Befruchtung teilt sich die Zygote in zwei Zellen: Die obere vergrößert sich stark, teilt sich im unteren Bereich noch einige Male und entwickelt sich zum Embryoträger (Suspensor); die untere Zelle entwickelt sich zum eigentlichen Embryo, der sehr bald in ein Blattpaar, den Sprossscheitel, die Wurzel und den Fuß gegliedert ist. Bereits das erste Blattpaar im Embryo besitzt die oben beschriebenen Ligulae.
Der Suspensor schiebt den Embryo in das Prothallium hinein, das der Ernährung dient. Mit dem Fuß nimmt der Embryo die Nährstoffe auf. Der Sprossscheitel wächst nach oben, die Wurzel nach unten aus der Megaspore heraus; der junge Keimling bleibt zunächst noch mit dem Fuß im Prothalliumgewebe verankert. Er ähnelt damit einer keimenden Samenpflanze.

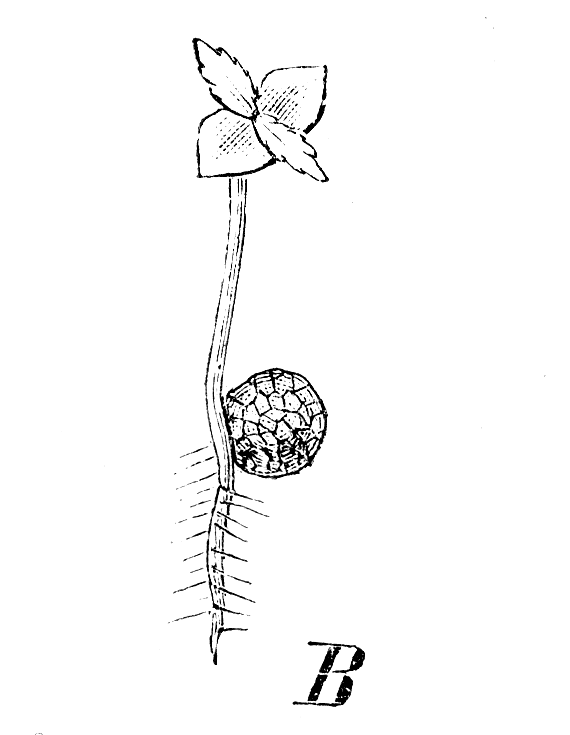
Selaginella denticulata, Keimpflänzchen mit der Megaspore

## Vorkommen
Die Moosfarne haben ihren Verbreitungsschwerpunkt in den feuchten Tropenwäldern und wachsen als Bodendecker. Einige Arten kommen auch in gemäßigten Breiten vor. Die mitteleuropäischen Arten wachsen vor allem in lückigen Rasen, an Felsen und Mauern.
Wenige Arten sind an Trockenstandorte angepasst. Ein Beispiel dafür ist die Unechte Rose von Jericho (Selaginella lepidophylla) aus Mittelamerika, deren Sprosse sich bei Trockenheit einrollen.

## Systematik und Evolution
Die Moosfarne sind eine Ordnung der Bärlapppflanzen. Diese sind die basale Gruppe innerhalb der Gefäßpflanzen, das heißt, die Farne sind mit den Samenpflanzen näher verwandt als mit den Bärlapppflanzen. Innerhalb der Bärlapppflanzen haben genetische Studien gezeigt, dass die Moosfarne die Schwestergruppe der Isoetales (Brachsenkrautartige) sind. Das Kladogramm zeigt die Verwandtschaftsverhältnisse innerhalb der rezenten Bärlapppflanzen:
|  | Bärlappartige (Lycopodiales)                                                                        |
|  | |
|  | \| \| Brachsenkrautartige (Isoetales) \| \| \| \| \| \| Moosfarnartige (Selaginellales) \| \| \| \| |
|  | |
|  | Brachsenkrautartige (Isoetales)                                                                     |
|  | |
|  | Moosfarnartige (Selaginellales)                                                                     |
|  | |

|  | Brachsenkrautartige (Isoetales) |
|  |                                 |
|  | Moosfarnartige (Selaginellales) |
|  |                                 |

Die Gattung Selaginella beinhaltet 690 Arten (Stand: Oktober 2015). Die größte Formenmannigfaltigkeit findet sich in den Tropen. In Europa kommen nur fünf Arten vor, von denen nur die ersten beiden in Mitteleuropa heimisch sind.
Europäische Arten

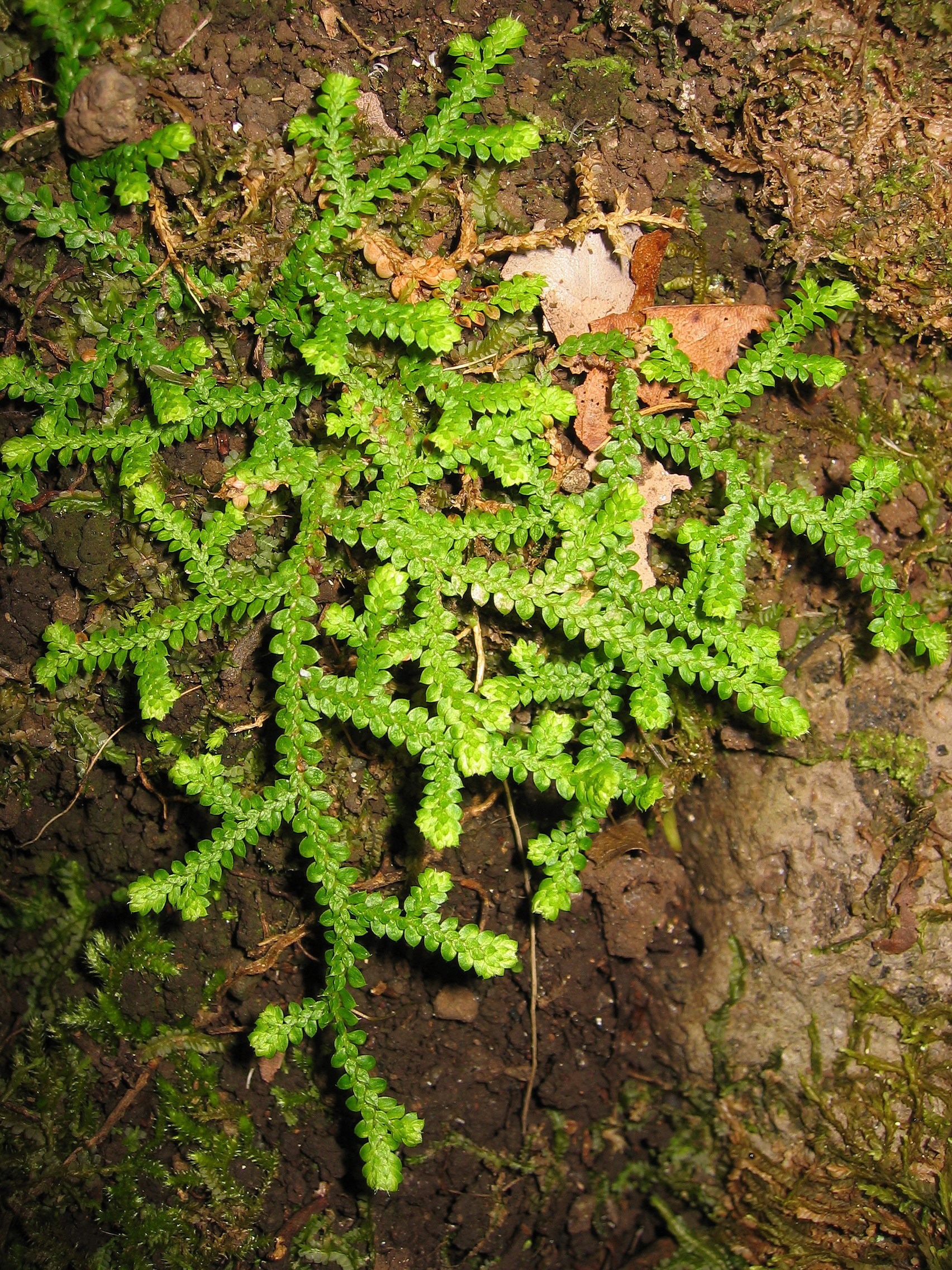
Gezähnter Moosfarn (Selaginella denticulata)

- Schweizer Moosfarn (Selaginella helvetica (L.) Spring)
- Dorniger Moosfarn (Selaginella selaginoides (L.) P.Beauv. ex Schrank & Mart.)
- Selaginella denticulata (L.) Spring, Heimat: Mittelmeergebiet, Kanaren und Nordafrika

Die beiden folgenden Arten werden in Europa kultiviert und verwildern gelegentlich:
- Wiesen-Moosfarn (Selaginella apoda (L.) Spring),  Heimat: Nordamerika
- Feingliedriger Moosfarn (Selaginella kraussiana (Kunze) A. Braun), Heimat: Azoren, Mittleres und Südliches Afrika

Weitere Arten (Auswahl)

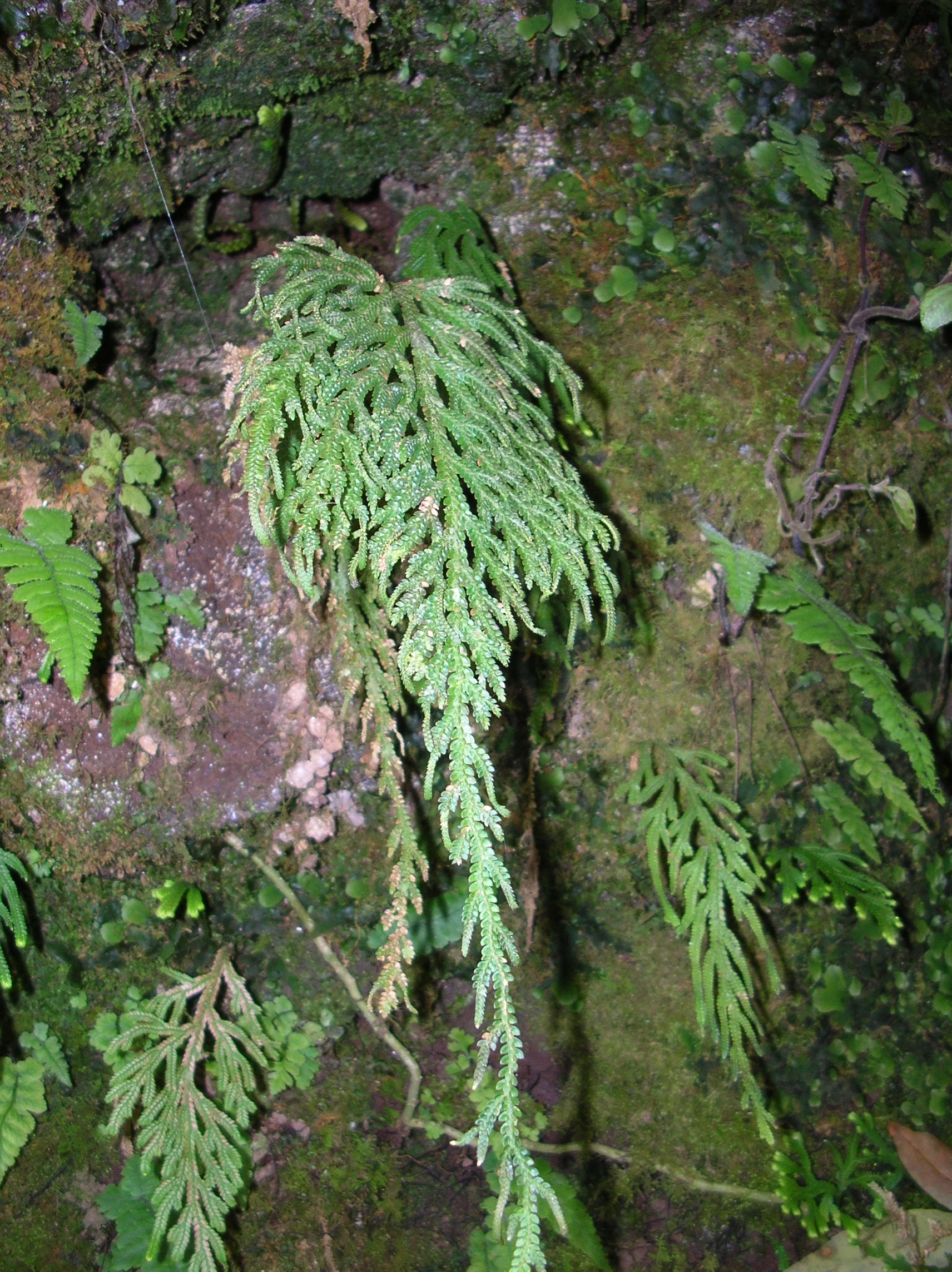
Selaginella arbuscula

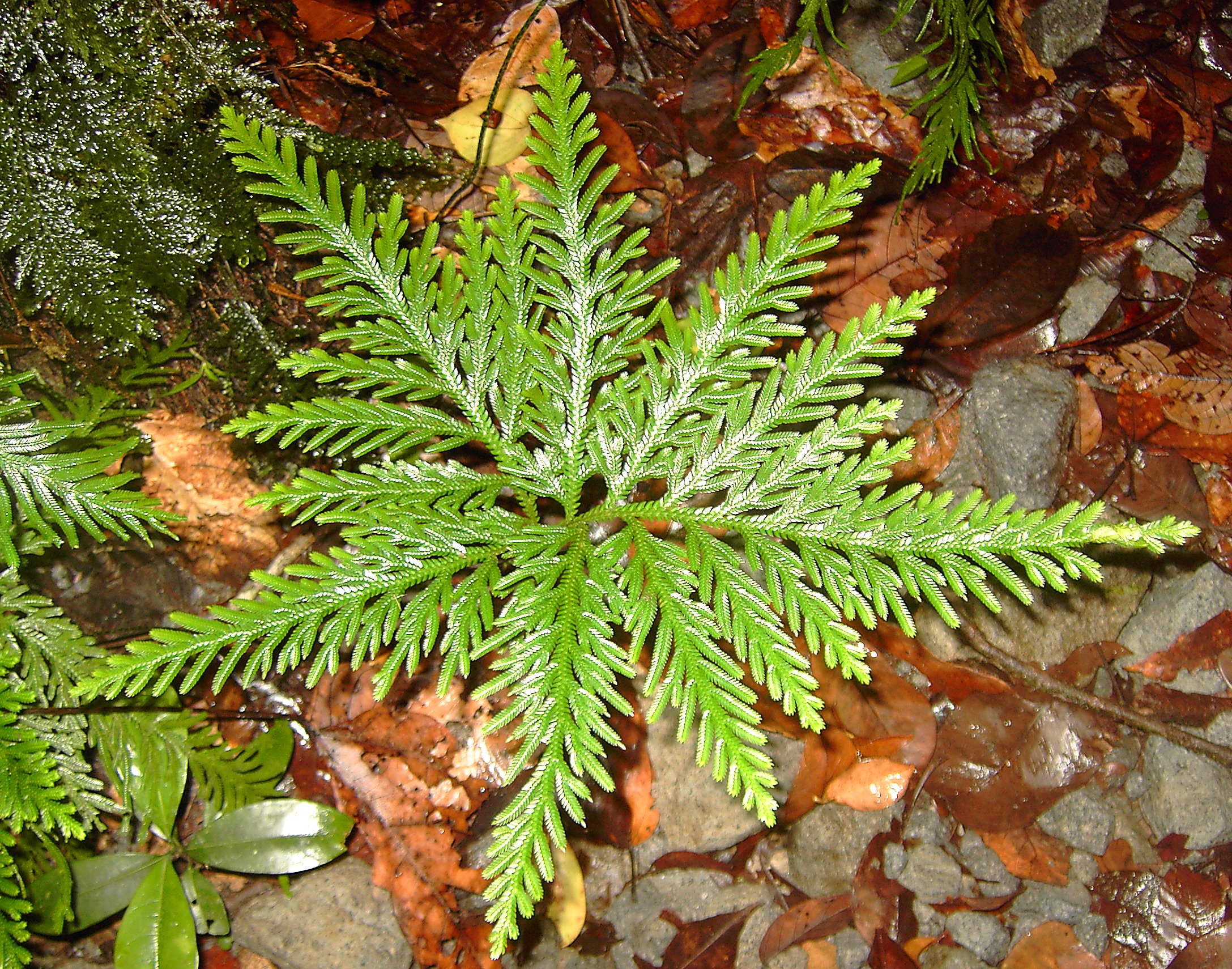
Selaginella flabellata

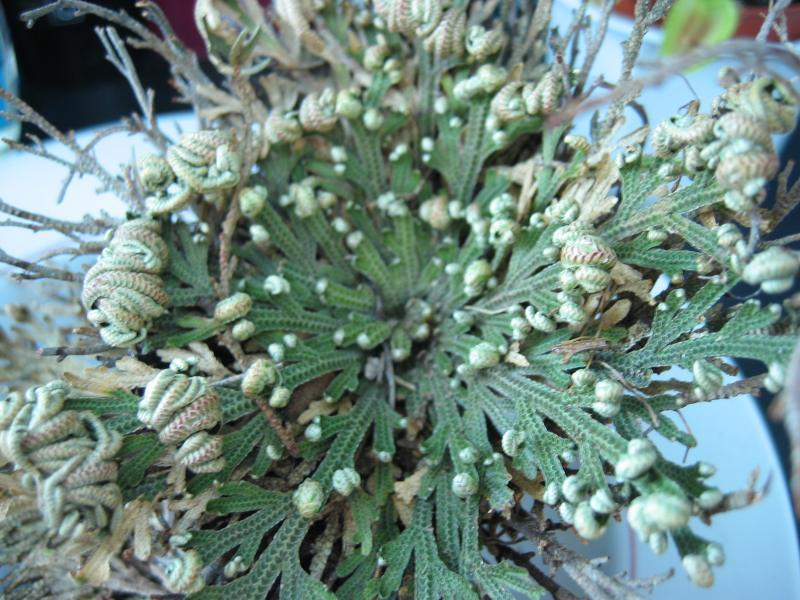
Unechte Rose von Jericho (Selaginella lepidophylla)

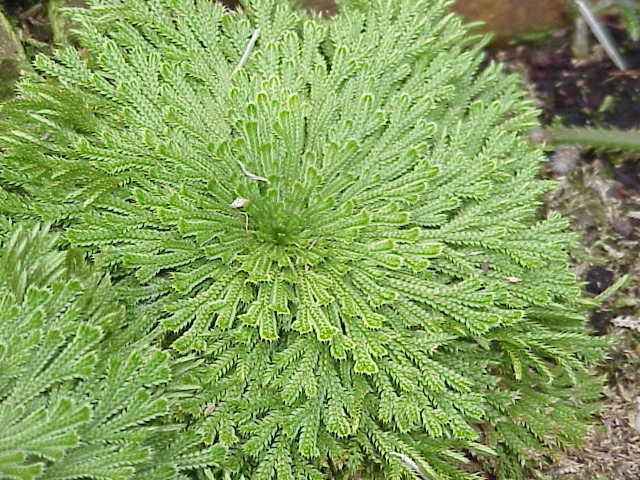
Selaginella pilifera

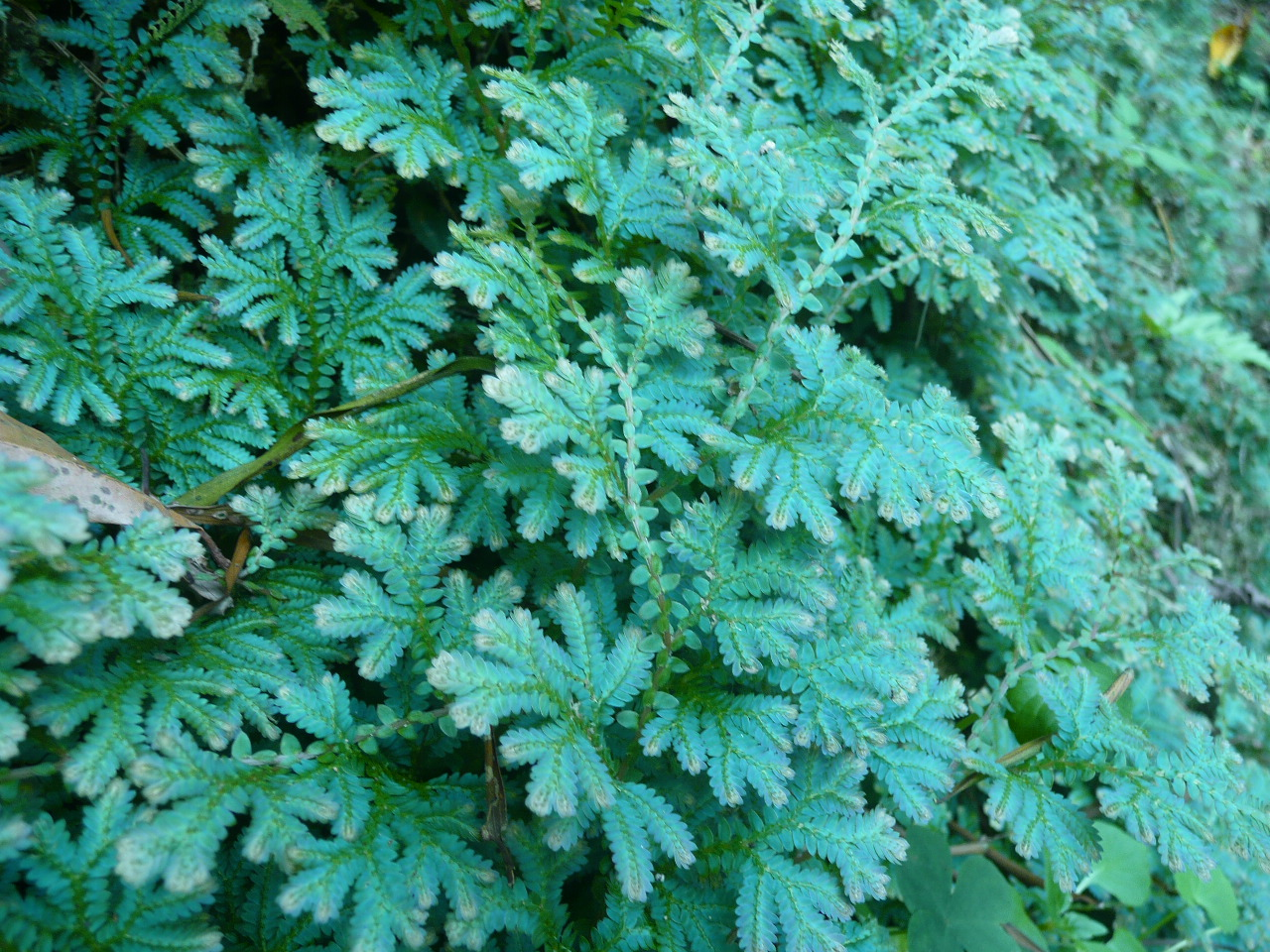
Selaginella uncinata

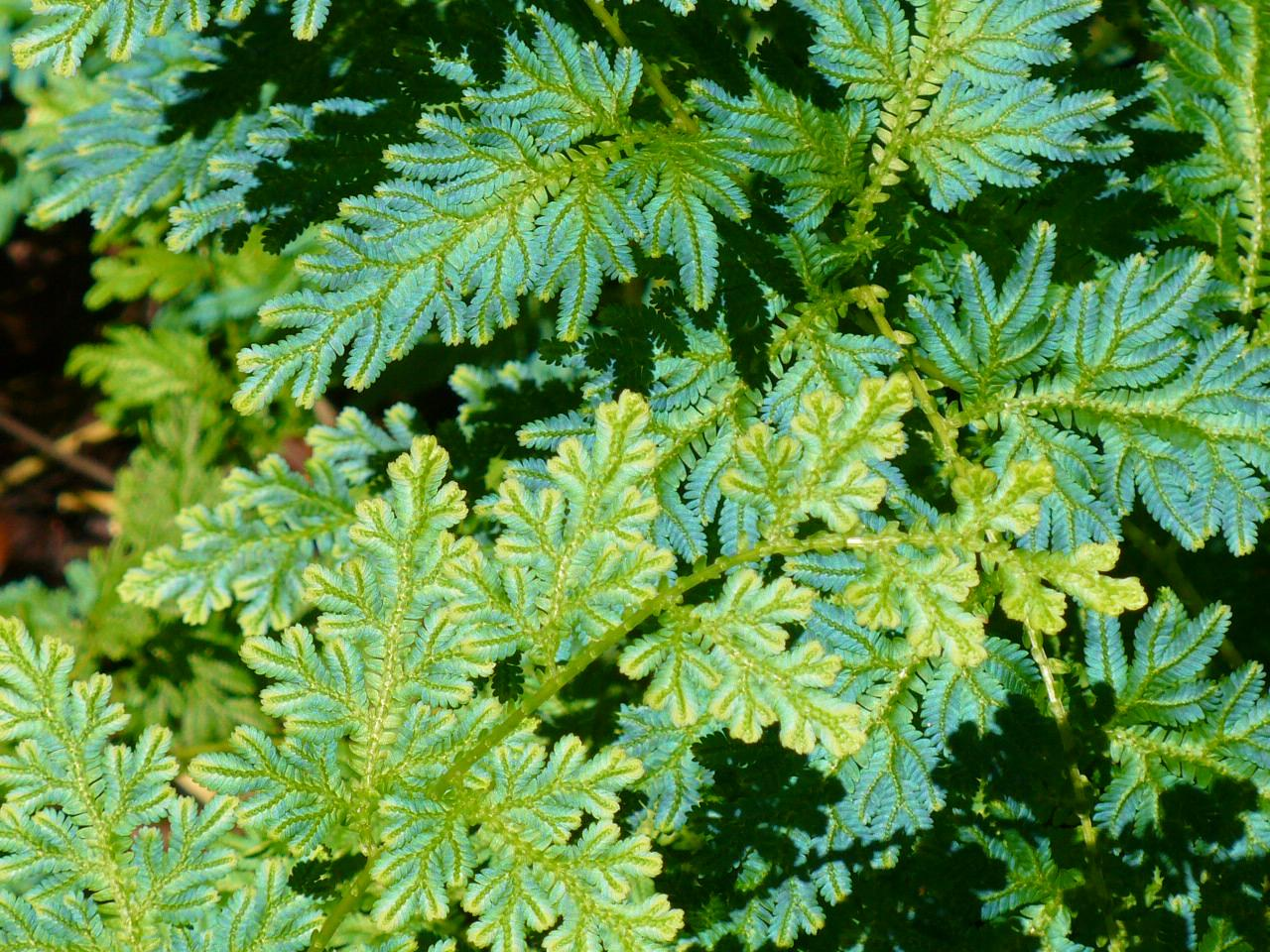
Pfauen-Moosfarn (Selaginella willdenowii)

- Selaginella balansae (A. Braun) Hieron.: Sie ist ein Endemit Marokkos.
- Selaginella biformis A. Braun ex Kuhn, Heimat: Indien, Ostasien, Malayisches Archipel, Philippinen
- Selaginella braunii Baker, Heimat: Westchina
- Selaginella concinna (Sw.) Spring, Heimat: Maskarenen
- Selaginella delicatissima Linden ex A. Braun, Heimat: Kolumbien
- Selaginella delicatula (L.) Spring, Heimat: Osthimalaja, Südchina
- Rocky-Mountain-Moosfarn (Selaginella douglasii (Hook. & Grev.) Spring), Heimat: Nordamerika
- Selaginella erythropus (Mart.) Spring, Heimat: Westindien, Südamerika
- Selaginella flabellata (L.) Spring, Heimat: Westindien
- Selaginella galeottii Spring, Heimat: Mexiko
- Selaginella grandis T. Moore, Heimat: Kalimantan
- Selaginella griffithii Spring ex Veitch, Heimat: tropisches Asien
- Selaginella haematodes (Kunze) Spring, Heimat: Panama, Kolumbien, Ecuador, Venezuela, Bolivien
- Selaginella inaequalifolia (Hook. & Grev.) Spring, Heimat: Indien und Java
- Selaginella involvens (Sw.) Spring, Heimat: Indien, Sri Lanka, China, Japan, Malayische Halbinsel, Java
- Unechte Rose von Jericho oder Auferstehender Moosfarn (Selaginella lepidophylla (Hook. & Grev.) Spring), Heimat: USA, Mexiko, Mittelamerika
- Selaginella martensii Spring, Heimat: Mexiko
- Bleicher Moosfarn (Selaginella pallescens (C. Presl) Spring), Heimat: Mexiko, Mittelamerika, Kolumbien, Venezuela
- Selaginella pilifera A. Braun, Heimat: Texas, Mexiko
- Selaginella plana (Desv.) Hieron., Heimat: Osthimalaja
- Selaginella pulcherrima Liebm. ex E. Fourn., Heimat: Mexiko
- Selaginella rotundifolia Spring, Heimat: Westindien
- Felsen-Moosfarn (Selaginella rupestris (L.) Spring), Heimat: Kanada und USA
- Selaginella serpens (Desv. ex Poir.) Spring, Heimat: Westindien
- Selaginella sibirica (Milde) Hieron., Heimat: Ostsibirien, Alaska, Sachalin, Nordkorea, Japan
- Selaginella stenophylla A. Braun, Heimat: Mexiko
- Selaginella tenella (P. Beauv.) Spring, Heimat: Westindien
- Selaginella umbrosa Lem. ex Hieron., Heimat: Mexiko (Yucatan), Mittelamerika, Kolumbien, Brasilien
- Selaginella uncinata (Desv. ex Poir.) Spring, Heimat: Südchina
- Selaginella underwoodii Hieron., Heimat: USA und Mexiko
- Selaginella victoriae T. Moore, Heimat: Kalimantan, Fidschi-Inseln
- Selaginella viticulosa Klotzsch, Heimat: Costa Rica, Panama, Kolumbien, Venezuela
- Selaginella vogelii Spring, Heimat: Westafrika
- Wüchsiger Moosfarn (Selaginella wallichii (Hook. & Grev.) Spring), Heimat: Indien
- Pfauen-Moosfarn (Selaginella willdenowii (Desv. ex Poiret) Baker), Heimat: Himalaja, Südchina, Malayisches Archipel

Die ältesten Fossilien der Selaginellales sind aus dem Karbon vor 300 Millionen Jahren bekannt. Selaginellites war bereits heterospor und sah den heutigen Arten sehr ähnlich. Ansonsten ist die fossile Überlieferung dieser krautigen Sippe sehr spärlich.
Der Name Selaginella ist die Verkleinerungsform von lateinisch selago = Tannen-Bärlapp, in Anlehnung an das ähnliche Erscheinungsbild.

## Bedeutung für den Menschen
Die Moosfarne haben keine wesentliche wirtschaftliche Bedeutung. Einige Arten werden als immergrüne Zierpflanzen kultiviert und vor allem kurz vor Silvester parallel zum Glücksklee als sogenanntes Glücksmoos in den Handel gebracht, etwa Selaginella martensii, Selaginella willdenowii, Selaginella kraussiana und Selaginella uncinata. Etliche werden als Hängepflanzen genutzt. Da sie frostempfindlich sind, werden sie meist nicht im Freien gezogen. Auch die Unechte Rose von Jericho wird im Handel angeboten.

## Belege und weiterführende Informationen